# Iluminarea scenei

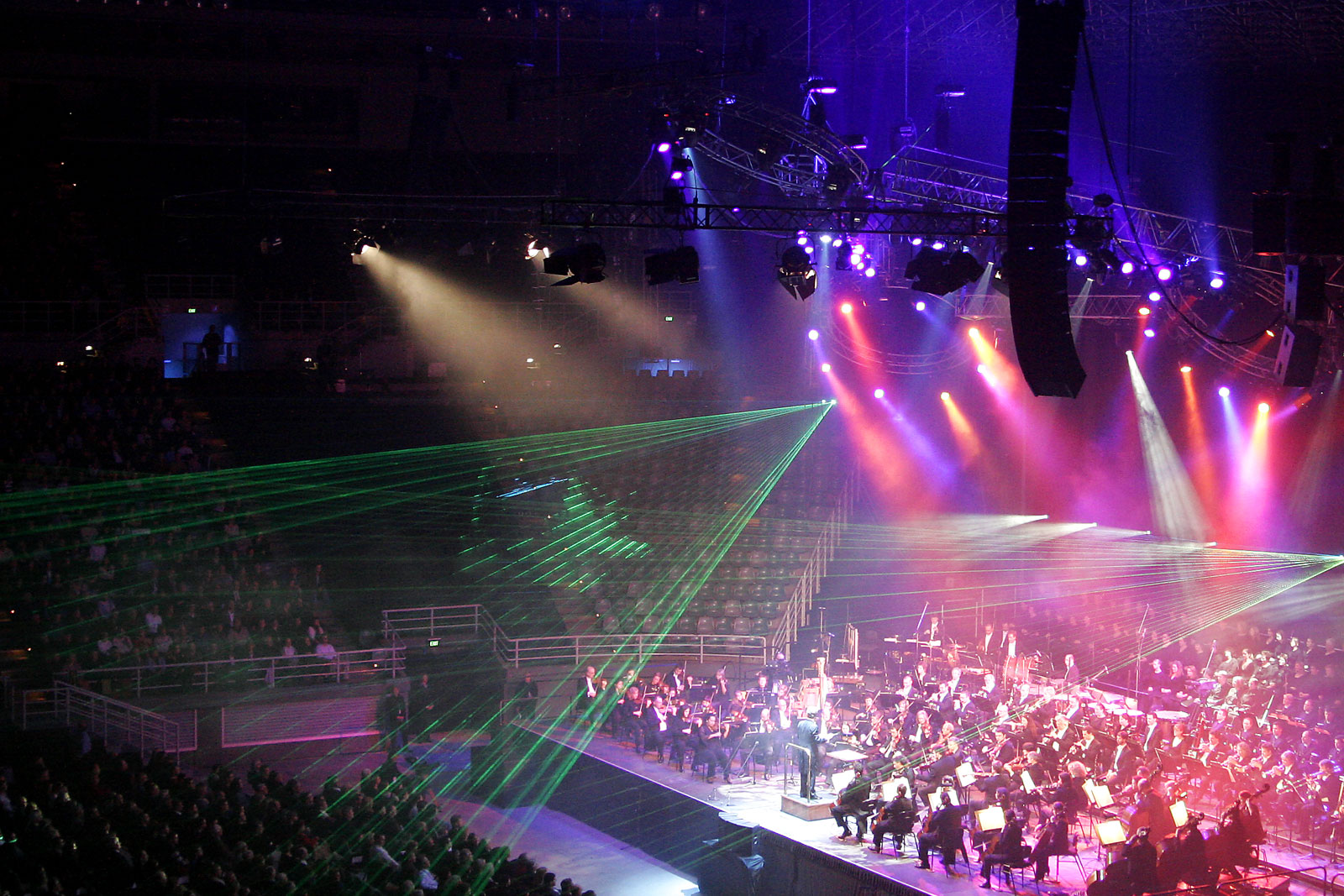
Clasical Spectacular a folosit iluminat de scenă obișnuit adăugând în plus efecte de laser speciale

Iluminarea scenei este prelucrarea luminii aplicată în producțiile de teatru, dans, operă sau a altor reprezentații artistice. Mai multe diferite tipuri de instrumente de iluminat de scena sunt folosite la această disciplină. Pe lângă iluminatul de bază, iluminatul de scenă modern poate include de asemenea efecte speciale, cum ar fi lasere și mașini de fum. Persoanele care lucrează pe scena de iluminat sunt denumiți în mod frecvent precum tehnicieni de ilumină sau designeri de iluminat. 
Echipamentele utilizate în iluminarea scenelor (cabluri, variatoare, instrumente de iluminat, controlere) sunt de asemenea utilizate în alte aplicații de iluminat, inclusiv evenimente corporative, concerte, târguri comerciale, televiziune, producție de filme, studiouri foto și alte tipuri de evenimente live. Personalul necesar pentru instalarea, operarea și controlul echipamentelor este de asemenea legat de diferențierea domeniilor de aplicabilitate a „iluminării de scenă”. 

## Istoric
Cea mai cunoscută formă de iluminare a scenei a fost întâlnită în timpul teatrelor greci (iar mai târziu romane). Aceștia își construiau teatrele orientate dinspre est spre vest, astfel încât să poată juca piesele în timpul după-amiezii iar lumina naturală a soarelui să cadă pe actori, dar nu și pe cei așezați în orchestră. Lumina naturală a continuat să fie utilizată atunci când s-au construit teatre cu o mare deschidere circulară în vârful lor. Teatrele englezești din timpurile moderne erau fără acoperiș, permițând utilizarea luminii naturale în iluminarea scenei. Pe măsură ce teatrele s-au mutat în spații închise, iluminarea artificială a devenit o necesitate și s-a dezvoltat pe măsură ce teatrele și tehnologia au avansat. La un moment necunoscut, lumina lumânărilor a fost introdusă, ceea ce a adus o mai mare dezvoltare în ceea ce privește iluminatul teatral în întreaga Europă. 
În timp ce Oliver Cromwell conducea Marea Britanie, toată producția de scenă a fost suspendată în 1642 și nu s-au înregistrat alte pregrese ale teatrelor englezești. În timpul acestei "foamete teatrale", s-au făcut progrese importante în teatrele din continentul european. Charles II, care ulterior va deveni regele Charles al II-lea a fost martor la metodele teatrale italiene și i-a readus în Anglia când a ajuns la putere. Au fost construite noi teatre în Anglia, iar dimensiunile lor mari au cerut o iluminare mai elaborată. După reamenajarea lor, s-a constatat că „principala sursă de lumină a teatrelor în timpul Restaurării monarhiei  care urmează să fie candelabre”, care erau „orientate spre partea din față a casei și, în special, asupra pădurilor”.  Teatrele engleze în această perioadă au folosit lumânări din seu pentru a lumina candelabre și sfeșnicele. Lumânările înmuiate au fost făcute prin introducerea unei fitiluri în ceara fierbinte în mod repetat, pentru a crea o lumânare cilindrică. Lumânările aveau nevoie de tunderi și retrageri frecvente, indiferent de ceea ce se întâmpla pe scenă, deoarece „au picat unsoare fierbinte atât asupra publicului, cât și a actorilor”.  Candelabre au blocat și viziunea unor patroni. 

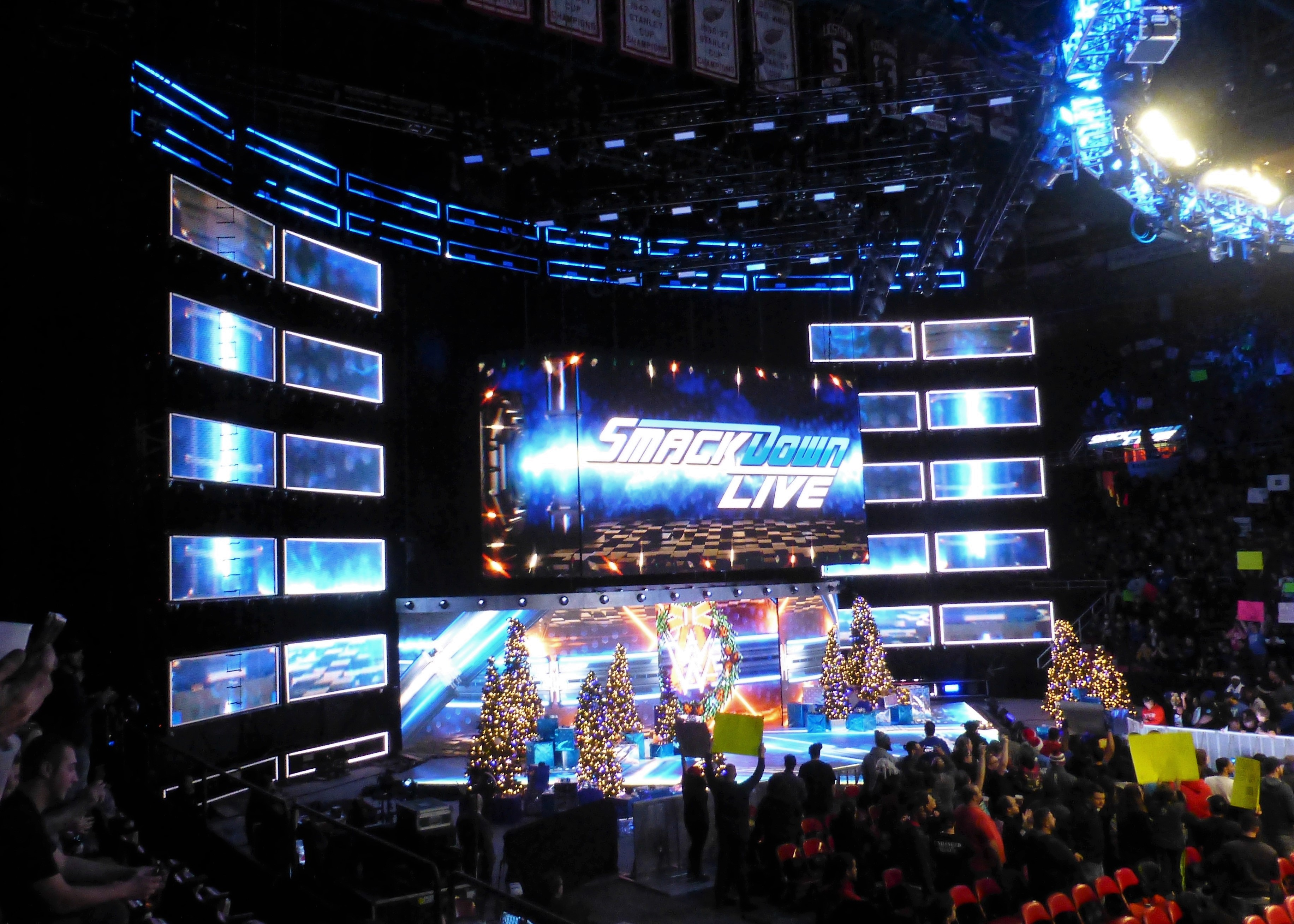
Un exemplu de iluminat de scenă, agățări și panouri cu LED-uri utilizate în timpul unei emisiuni profesionale de luptă televizate WWE SmackDown Live.

În Anglia existau două tipuri diferite de teatre în perioada Restaurării: teatre comerciale și teatre ale curților. Teatrele comerciale tindeau să fie mai „conservatoare în iluminarea lor, din motive economice” și, prin urmare, foloseau „candelabre care ardeau lumânări” în principiu. Teatrele curților domnești și-ar putea permite să „folosească majoritatea inovațiilor continentale” în producțiile lor.  Teatre, cum ar fi Drury Lane Theatre și Covent Garden Theatre, erau luminate de un candelabru mare central și aveau un număr variat de candelabre de scenă și de lumânări mai mici în jurul pereților.  Două teatre principale ale curților domnești, construite între 1660 și 1665, au fost  Cockpit Theatre și Theatre Hall. Candelabre și felinarele păreau a fi principalele surse de iluminat, dar au fost realizate alte progrese, în special la sala de teatru. În anii 1670, Hall Theatre a început să folosească faruri, iar între 1670 și 1689 au folosit lumânări sau lămpi. Se poate remarca că până la sfârșitul secolului al XVII-lea, „etapele franceze și engleze erau destul de asemănătoare”.  Nu există prea multe scrieri despre iluminatul teatral în Anglia de la sfârșitul secolului al XVII-lea și din puținele informații pe care istoricii le au, nu s-au schimbat prea mult până la jumătatea secolului XVIII. Iluminatul pe bază de gaz a ajuns pe scenele din Anglia la începutul anilor 1800 începând cu teatrele Drury Lane și Covent Garden. În anii 1820, a fost dezvoltat un nou tip de iluminare artificială. În acest tip de iluminare, o flacără de gaz este folosită pentru încălzirea unui cilindru de var caustic (oxid de calciu). La atingerea unei anumite temperaturi, varul caustic ar începe să fie incandescent. Această iluminare ar putea fi apoi direcționată de reflectoare și lentile. A fost nevoie de ceva timp de la crearea acestei tehnici, numită Limelight înainte să fie folosită în lumea teatrală, undeva în jurul anului 1837. Tehnica Limelight a devenit popular în anii 1860 și nu numai, până când a fost înlocuită de iluminatul electric. Progresele în iluminat, realizate în acest interval în teatrele engleze au deschis calea unor numeroase progrese în ceea ce privește iluminarea din lumea teatrului modern. 

## Funcțiile iluminatului

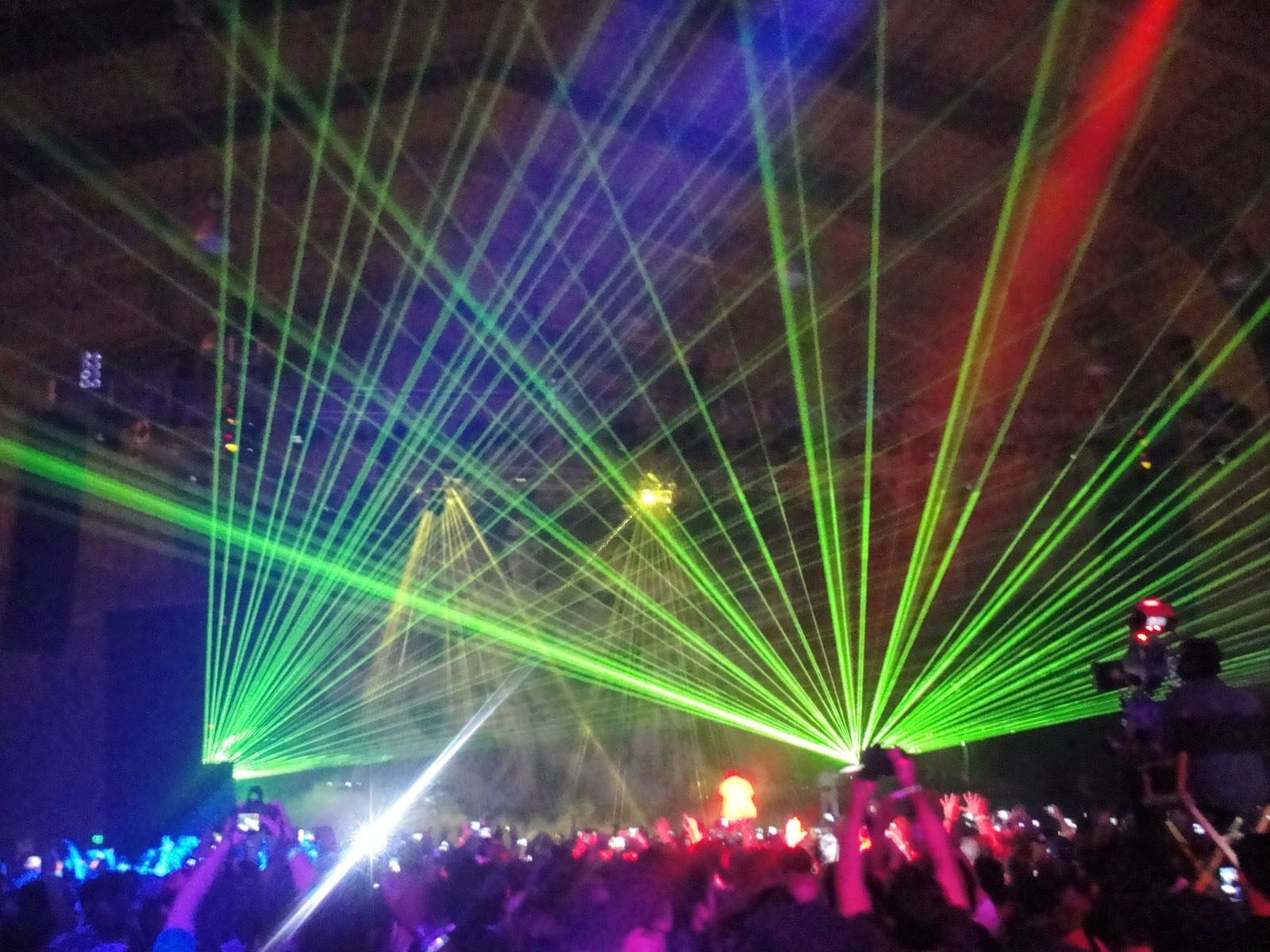
Efecte de lumină strălucitoare în timpul unui show Kanye West în 2011.

Iluminarea scenelor are mai multe funcții, printre care: 
- Vizibilitate selectivă: capacitatea de a vedea ce se întâmplă pe scenă. Orice design de iluminare va fi ineficient dacă spectatorii nu pot vedea persoanele de scenă, cu excepția cazului în care aceasta este intenția voită.
- Dezvăluirea formei: modificarea perceperii formelor pe scenă, în special a elementelor tridimensionale.
- Focus: direcționarea atenției publicului către o zonă a scenei sau distragerea acestora de la alta.
- Stare de spirit: stabilirea unei atitudini generale a unei scene. Lumina roșie aspră are un efect diferit față de lumina slabă de lavandă.
- Locația și ora zilei: stabilirea sau modificarea poziției în timp și spațiu. Lumina albastră poate sugera timp de noapte, pe când cea portocalie și roșie poate sugera un răsărit sau apus de soare. Utilizarea filtrelor mecanice („gobos”) pentru proiectarea peisajului cerului, a lunii etc.
- Elemente de proiecție / de scenă: iluminatul poate fi folosit pentru a proiecta peisaje sau pentru a funcționa ca un peisaj pe scenă.
- Plot (script): iluminare poate declanșa un moment al acțiunii sau poate asigura continuitatea acestuia pe scenă sau în afara ei.
- Compoziție: Iluminatul poate fi utilizat pentru a arăta doar zonele scenei pe care designerul cadrului dorește ca publicul să le vadă și în același pentru a „picta un tablou” de ansamblu. [4] [5]

- Efect: În concertele pop și rock sau în show-urile și festivalurile DJ-ilor, lumini colorate și lasere pot fi utilizate ca efect vizual.

Designul iluminatului este o formă de artă și, prin urmare, nu există o modalitate „corectă” în folosire. Există o mișcare modernă care afirmă că proiectarea iluminatului ajută la crearea mediului în care se desfășoară acțiunea, în timp ce este susținut și stilul piesei. „Starea de spirit” este discutabilă în timp ce mediul este un element esențial. 

## Însușiri ale iluminatului

### Intensitate

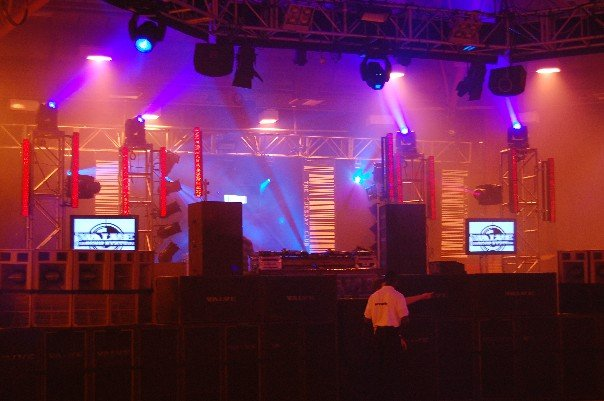
Un exemplu de platformă care include capete mobile, corpuri de iluminat generice și LED la „The Tuesday Club”

Intensitatea este măsurată în unități lux, lumen și foot-candles. Intensitatea unui corp de iluminat (instrument de iluminat sau aparat de iluminat) depinde de o serie de factori, inclusiv puterea lămpii sale, designul instrumentului (și eficiența acestuia), obstrucții optice, cum ar fi geluri de culoare sau filtre mecanice, distanța până la zona care trebuie să fie aprinsă și unghiul sau fasciculul de câmp al corpului de iluminat, culoarea și materialul care urmează să fie luminat și contrastele relative cu alte porțiuni de iluminat. 

### Culoare
Temperatura culorii este măsurată de scara Kelvin. Culoarea aparentă a unei lumini este determinată de culoarea lămpii sale, de culoarea oricărui gel din lungimea căii optice, de nivelul său de putere și de culoarea materialului pe care îl luminează. 
Culoarea unei lămpi incandescente este controlată de obicei prin introducerea unuia sau mai multor geluri (filtre) în lungimea căii sale optice. În cel mai simplu caz, un singur gel este introdus în lungimea căii optice pentru a produce lumină de aceeași culoare. De exemplu, un gel albastru este folosit pentru a crea lumina albastră. Culorile personalizate sunt obținute cu ajutorul amestecului subtractiv de culori CMY, prin introducerea combinațiilor de filtre cyan, magenta și galben în calea lungimii optice a corpului de iluminat. Filtrele inserate pot avea densități diferite, cu procente de transmisie corespunzătoare, care amestecă într-un mod subtractiv culorile (filtrele absorb culori deschise nedorite, dar culorile dorite trec neafectate). Uneori, producătorii vor include un filtru suplimentar de culoare verde sau chihlimbar („CTO”) pentru a extinde gama (gamut) sistemelor de amestec subtractiv de culori. 
Puterea lămpilor influențează, de asemenea, culoarea lămpilor tungsten. Odată cu scăderea puterii lămpii, filamentul tungsten dintr-un bec va tinde să producă procente crescende de lumină portocalie, comparativ cu lumina aproape albă emisă la putere maximă. Aceasta este cunoscută sub numele de chihlimbar sau chihlimbar derivat. Astfel, un instrument de 1000 de wați cu o putere de 50% va emite un procent mai mare de lumină portocalie decât un instrument de 500 de wați care funcționează la putere maximă. 
Corpurile LED creează culoarea prin amestecarea aditivă a culorilor roșu, verde, albastru și, în unele cazuri, chihlimbar, LED-uri la diferite intensități. Acest tip de amestecare a culorilor este adesea folosit cu lumini în serie (borderlights) și lumini cyclorama.

### Direction
| |  |
| Un gobo de această formă într-un accesoriu cu un gel roșu ar produce un model precum cel afișat în dreapta. |  |

Direcția se referă la forma, calitatea și egalitatea cu care lumina iese dintr-o lampă. Modelul de lumină pe care îl face un instrument este determinat în mare măsură de trei factori. Primele sunt specificul montajului de lămpi, al reflectorului și al lentilelor. Pozițiile diferite de montare ale lămpii (axială, de sus în sus, de jos), diferite dimensiuni și forme ale reflectorului și natura obiectivului (sau lentilelor) utilizate pot afecta toate modelul luminii. În al doilea rând,  modul în care este focalizată lampa afectează modelul acesteia. În proiectoarelor reflectorizante elipsoidale (ERS) sau reflectoarele din profil, există două fascicule de lumină emise de la lampă. Când conurile ambelor se intersectează la distanța de aruncare (distanța până la scenă), lampa are o margine „tare” clar definită. Când cele două conuri nu se intersectează la distanță, marginea este difuză și „slabă”. În funcție de ce fascicul (direct sau reflectat) este în afara celuilalt, modelul poate fi „slab și ușor” sau „îngroșat și ușor”. Un model de filtru de culoare poate fi utilizat împreună cu proiectoarele reflectorizante elipsoidale (ERS) și alte instrumentelor asemănătoare. De obicei este o foaie subțire de metal cu o formă decupată în interior. Este introdus în instrument în apropierea orificiului de deschidere. Filtrele de culoare sau șabloanele au mai multe forme, dar de cele mai multe ori reprezintă frunze, valuri, stele și modele asemănătoare.

### Focus, poziție și agățare

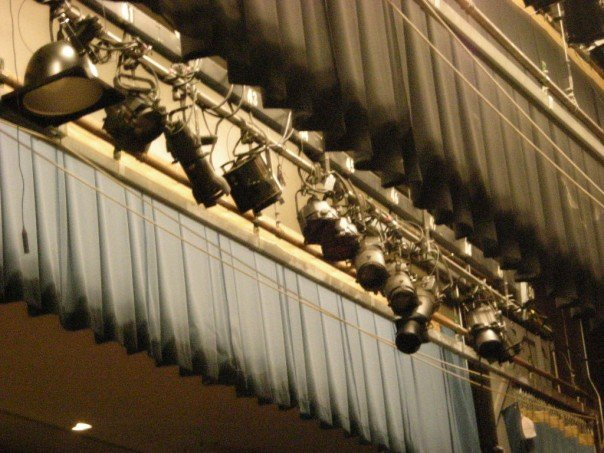
Mai multe lumini de scenă atârnate de o baterie orientată spre mai mult direcții

Focusul este acolo unde instrumentul de iluminat este orientat. Locul final de localizare ar trebui să plaseze „locul țintă” al fasciculului de lumină, la nivelul capului actorului atunci când acesta stă în centrul „zonei de focalizare” al instrumentului care iluminează scenă. Poziția se referă la locul pe care îl are un instrument de iluminat în sistemul suspendat al teatrului sau pe conductele localizate în zonele frontale . Atârnarea lor este actul de a amplasare a instrumentul de iluminat în poziția atribuită. 

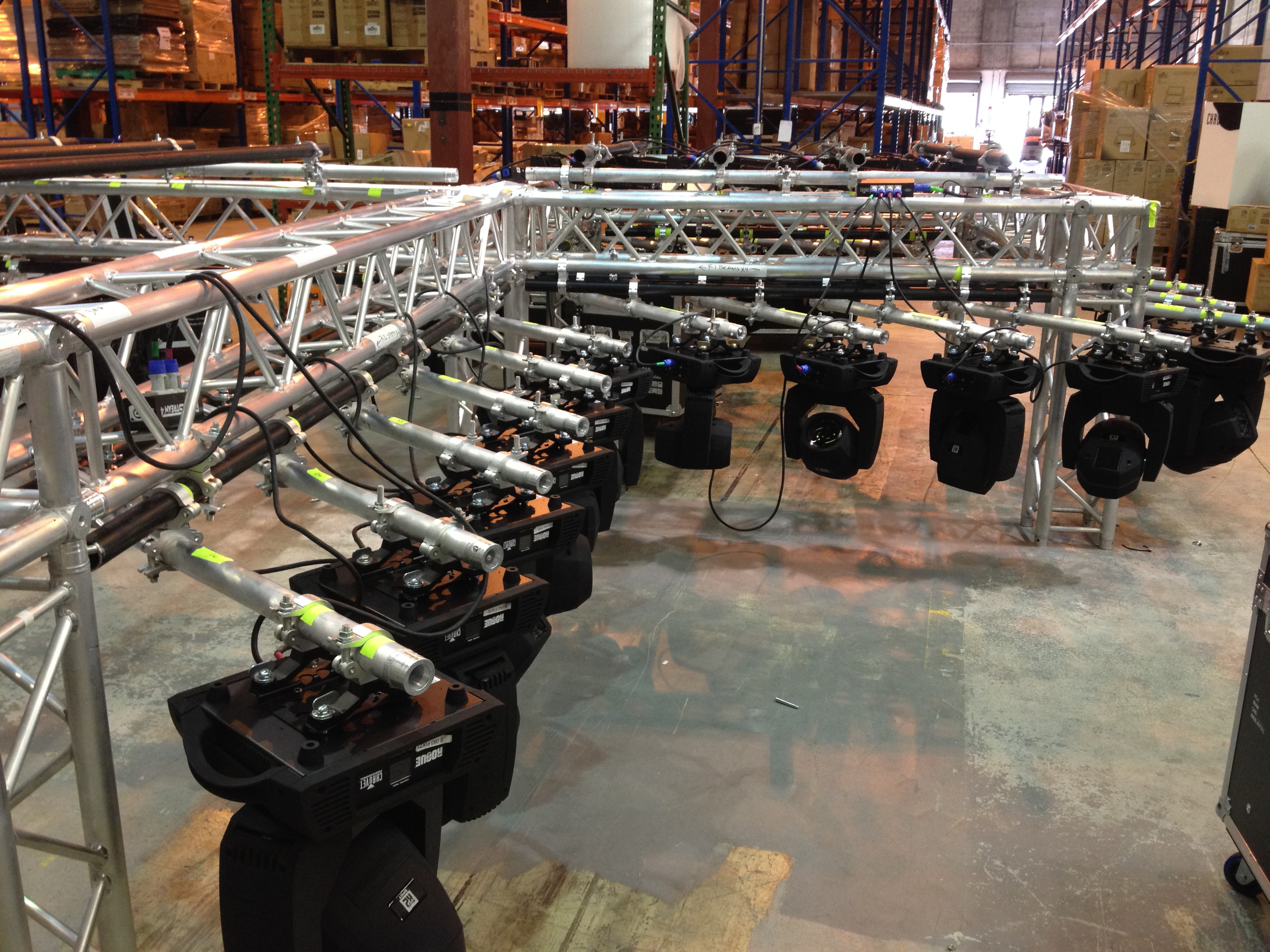
Lumini mobile agățate de o grindă de fier, pregătite pentru manevrare.

Pe lângă acestea, anumite instrumente moderne sunt automatizate, referindu-ne aici la mișcarea motorizată a întregului corp de fixare sau la mișcarea unei oglinzi așezate în fața obiectivului său cel mai exterior. Aceste dispozitive și punctele de urmărire mai tradiționale aduc direcție și mișcare la caracteristicile relevante ale luminii. Corpurile automate se încadrează în categoria „capului în mișcare” sau „oglindă mobilă / scaner”. Scanerele au un corp care conține o lampă, plăci de circuit, transformator și dispozitive cu efecte (culoare, gobo, iris etc.). Oglinda este înfășurată și înclinată în poziția dorită de motoarele cu pană și înclinare, determinând astfel mișcarea fasciculului de lumină. Elementele de fixare ale capului mobil au efectele și ansamblul lămpii în interiorul capului cu transformatoare și alte elemente electronice din bază sau balast exterior. Există avantaje și dezavantaje pentru ambele. Scanerele sunt, de obicei, mai rapide și mai puțin costisitoare decât unitățile de capete mobile, dar au o gamă mai restrânsă în ceea ce privește mișcarea. Elementele de fixare ale capului mobil au o gamă mult mai mare în mișcări, precum și o mișcare inerțială mai naturală, dar de obicei sunt mai scumpe. 
Caracteristicile de mai sus nu sunt întotdeauna statice și se întâlnește frecvent o variație a acestor caracteristici în funcție de obiectivele care sunt urmărite în iluminare. 
Stanley McCandless a fost poate primul care a definit calitățile controlabile ale luminii utilizate în teatru. Într- o metodă pentru iluminarea scenei, McCandless vorbește despre culoare, distribuție, intensitate și mișcare ca fiind calitățile care pot fi manevrate de un designer de iluminat pentru a atinge aspectul vizual, emoțional și tematic dorit pe scenă. Metoda McCandless, prezentată în acea carte, este adoptată la scară larg astăzi. Metoda implică iluminarea unui obiect pe scenă din trei unghiuri - 2 lumini la 45 de grade la stânga și la dreapta și una la 90 de grade (perpendicular pe fața obiectului).  
O variantă alternativă este prezentată de Jody Briggs, care le numește Variabila luminii : unghiul, culoarea, intensitatea, distanța, textura, calitatea marginilor, dimensiunea și forma. 

## Profesioniști în iluminat

### Proiectant de iluminat
Un proiectant de iluminat (LD) este familiarizat cu diferitele tipuri de instrumente de iluminat și modul de utilizare al acestora. Consultându-l pe regizor, DSM (director de scenă adjunct) și pe scenograf și după vizionarea repetițiilor, LD-ul creează un program de instrumente și un plan de lumină, informând DSM, unde fiecare LX (iluminare) este destinat să fie aprins în timpul scenariului, notat apoi de DSM în cartea lui de desfășurare a planului. Programul este o listă a tuturor echipamentelor de iluminat necesare, inclusiv gel de culoare, gobos, roți de culoare, baroare și alte accesorii. Planul de lumină este de obicei o vedere în mare a teatrului unde va avea loc spectacolul, fiind marcat fiecare corp de iluminat. Sunt de obicei specificate focalizarea și direcția aproximativă a iluminării, un număr de referință, accesorii și numărul de canal al sistemului dimmer sau al consolei de control al iluminării . 
Un proiectant de iluminat trebuie să satisfacă cerințele stabilite de director sau de către șeful de planificare. Experiența practică este necesară pentru a cunoaște un mod de utilizare cât mai eficient a diferitelor instrumente de iluminare și culoare, în crearea unui design. Mulți proiectanți își încep cariera ca tehnicieni de iluminat. Adesea, această etapă este urmată de formarea într-un colegiu profesional sau o universitate care oferă cursuri de teatru. Multe locuri de muncă în spații și producții mai mari necesită o diplomă de la o școală profesională sau a unui colegiu specializat în iluminatul teatral sau cel puțin o diplomă de licență. 

### Alte poziții
În teatru: 
- Maestru electrician / electrician șef
- Electrician de producție
- Programator de iluminat
- Operator de iluminat / operator placă de lumină

În film: 
- Best boy (electric)
- Tehnician șef lumini

În muzică: 
- montator

## Echipamente de iluminat

### Instrumente de iluminat

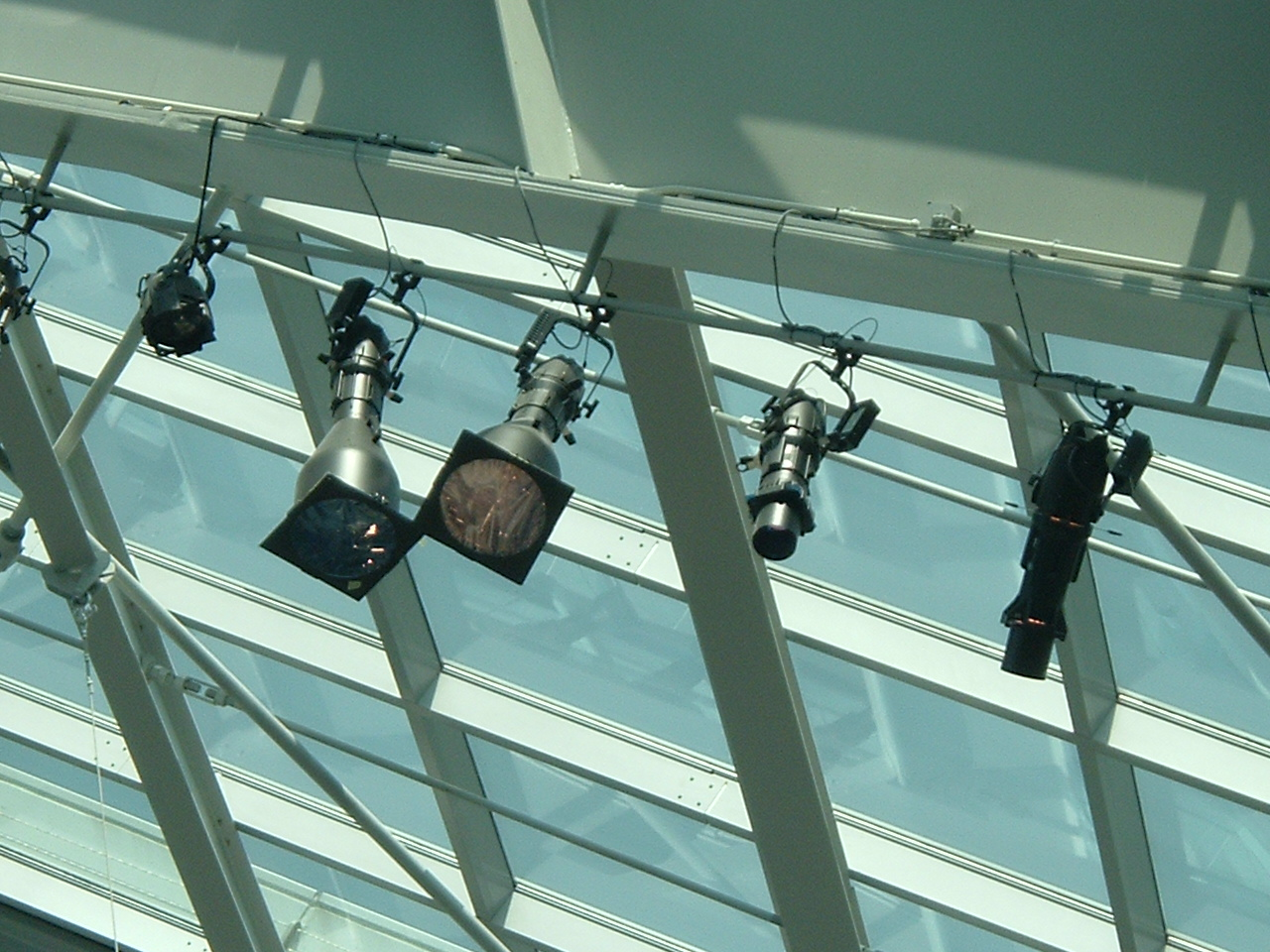
Sursa Fours în utilizare în Muzeul Corpului Marin al Statelor Unite

În contextul proiectării iluminatului, un instrument de iluminat (denumit și corp de iluminat sau felinar ) este un dispozitiv care produce o iluminare controlată ca parte a efectelor pe care un proiectant de iluminat le aduce unui spectacol. Termenul de instrument de iluminat este preferat să se aprindă pentru a evita confuziile între surse de lumină și lumină. 
Există o varietate de instrumente frecvent utilizate în teatru. Deși variază în multe feluri, toate au următoarele patru componente de bază, într-o formă sau alta: 
- Caseta / Carcasa  –    o carcasă din metal sau plastic pentru a adăposti întregul instrument și pentru a preveni propagarea luminii în direcții nedorite.
- Sursa de lumină (denumită întotdeauna „ lampă ”, niciodată „bec”).
- Obiectiv sau deschidere  –    golul din carcasa de unde se dorește propagarea luminii.
- Reflector  –    în spatele sau în jurul sursei de lumină, astfel încât să direcționeze mai multă lumină spre obiectiv.

Funcțiile suplimentare variază în funcție de tipul exact de corp de iluminat. 
Cele mai multe becuri teatrale (sau lămpi, termenul preferat, de obicei) sunt becurile cu halogen (sau cuarț-halogen), o îmbunătățire a designului incandescent inițial, care folosește un gaz halogen în loc de un gaz inert pentru a crește durata de viață a lămpii. Lămpile fluorescente sunt utilizate rar, altele decât ca lămpi de lucru, deoarece, chiar dacă sunt mult mai eficiente sunt scumpe pentru a fi date în fază slabă (funcționează la o putere mai mică decât cea maximă), fără a utiliza dimmere specializate cu balast electronic și doar modelele foarte scumpe vor diminua lumina până la niveluri foarte scăzute. De asemenea, nu produc lumină dintr-un singur punct sau dintr-o zonă ușor concentrată și, de obicei, au o perioadă de încălzire, timp în care emit lumină intermitent sau nu o fac deloc.  Cu toate acestea, luminile fluorescente sunt folosite tot mai mult pentru iluminarea cu efecte speciale în teatre. Lămpile de descărcare de intensitate ridicată (sau lămpile HID) sunt acum obișnuite în cazul în care este necesară propagarea unei lumini foarte strălucitoare - de exemplu în punctele mari de urmărire, inundații de iodură cu arc mediu (HMI) și instalații automate moderne.  În cazul în care este necesară scăderea intensității luminii, aceasta se realizează prin intermediul unor obloane mecanice, deoarece aceste tipuri de lămpi nu pot fi diminuate electric. 
În ultimii șase ani, au fost introduse pe piață corpuri de iluminat pe bază de LED de toate soiurile și tipurile. Unele dintre aceste instalații au devenit foarte populare, în timp ce altele nu au reușit să corespundă producției din surse incandescente și de descărcare pe care le preferă proiectanții de iluminat. Corpurile cu LED-uri au un impact pozitiv pe piața iluminatului și devin tot mai populare în comparație cu consumul de energie al surselor curente incandescente, halogene și de descărcare. 

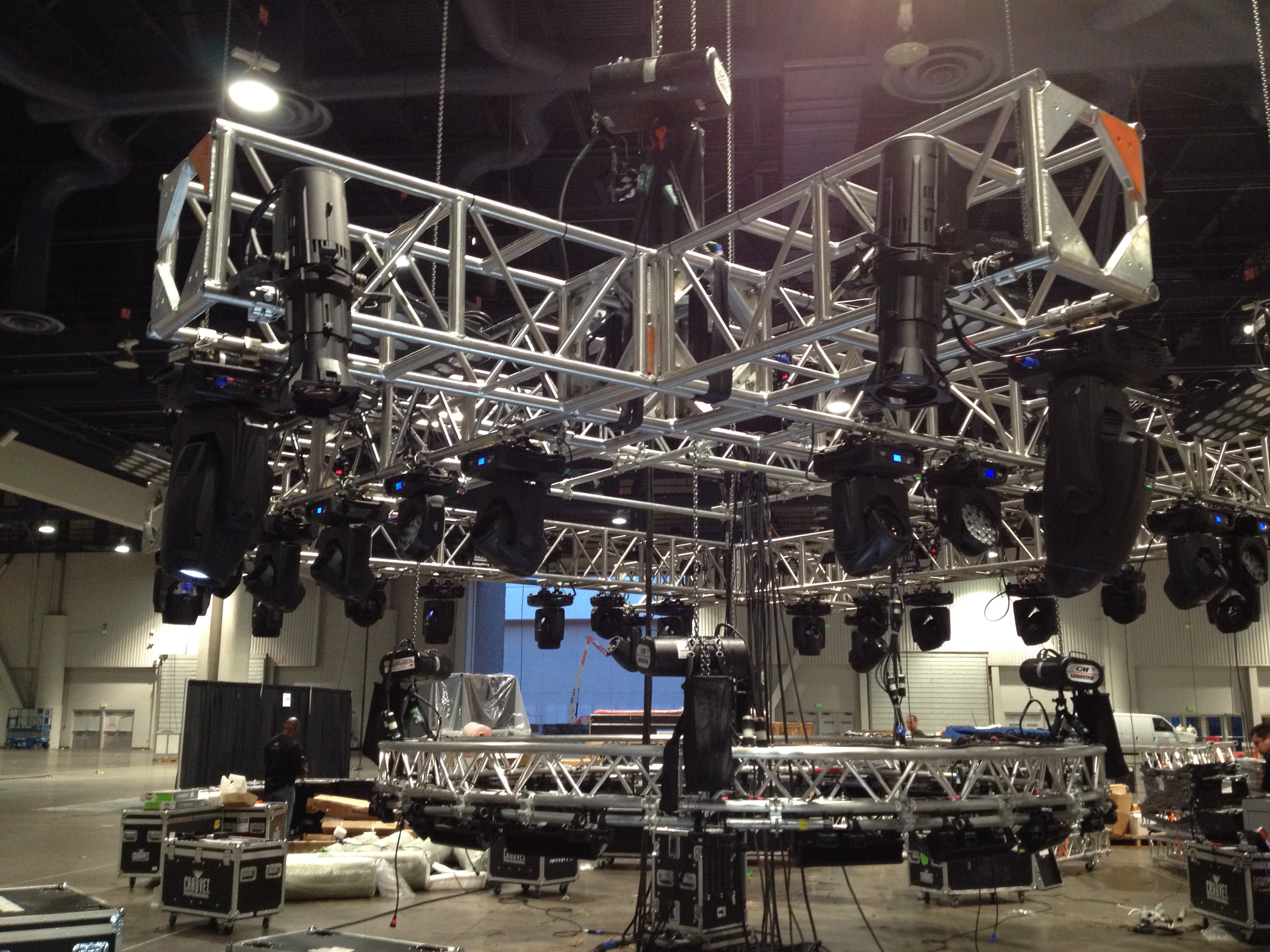
Ovation E-190WW LED spoturi elipsoidale (ERS) atârnate pe un tub de 20,5 ".

Majoritatea instrumentelor sunt suspendate sau susținute de un jug în formă de „U” sau „braț de trunion ” fixat pe părțile laterale ale instrumentului, în mod normal în apropierea centrului său de greutate . La capătul acestora, în mod normal, este fixată o clemă (cunoscută sub numele de clemă cu cârlig, clemă C sau țeavă - țeavă care se referă la bare ), realizată într-o configurație „C” cu un șurub pentru a bloca instrumentul pe țeavă. Odată fixat, dispozitivul poate fi legat și înclinat cu ajutorul butoanelor de reglare a tensiunii de pe jug și clemă. O cheie reglabilă, clichet (SUA) sau o cheie (Marea Britanie) este adesea folosită pentru a ajuta tehnicianul în reglarea corpului. 
Majoritatea locurilor necesită fixarea unui cablu sau lanț de siguranță metalic suplimentar între corpul de fixare și grinda sa cu zăbrele, sau un alt suport de ancorare din cabluri.  Unele dispozitive mai mari pot cântări peste 100 lb (45 kg)      și sunt suspendate foarte sus peste capetele care dau lumină și ar putea provoca vătămări grave sau chiar moarte, dacă ar cădea din greșeală sau din cauza unei montări incorecte. În caz de defecțiune, cablul ar opri căderea dispozitivului înainte de a putea provoca pagube sau răni grave. Multe locuri stabilesc principii orientative stricte cu privire la utilizarea cablurilor de siguranță. 
Întregul aparat de iluminat include luminile în sine, structura fizică care le susține, cablurile, sistemele de control, regulator de intensitate, sursele de alimentare și plăcile de lumină . (consola de iluminat) 
Agățarea luminilor sau a cablurilor de atârnare a luminilor este cunoscută drept „montaj”. 

## Tipuri de corpuri de iluminat
Toate luminile sunt slab clasificate fie ca proiectoare (lumini de spălare) sau lumini reflectoare . Distincția are legătură cu gradul în care cineva este capabil să controleze forma și calitatea luminii produse de instrument, luminile reflectoare fiind controlabile uneori într-un grad extrem de precis, iar proiectoarele fiind complet incontrolabile. În general, reflectoarele au lentile în timp ce proiectoarele nu, deși nu este întotdeauna cazul. 
În cadrul grupurilor de lumină de „spălare” și „localizare”, există alte tipuri de accesorii mai specifice. Această nomenclatură se schimbă și în întreaga lume, în funcție de locație și industrie. 
Profil
Aceste corpuri sunt prevăzute cu o lentilă compusă care permite proiectantului să plaseze obstacole pe calea imaginii care sunt apoi proiectate. Aceste obstrucții ar putea fi „gobo-urile” sau clapetele de închidere. Un profil este o lumină localizată, dar permite focalizarea precisă. Acest termen este folosit mai ales în Regatul Unit și în Europa, deoarece „puncte de profil” din Statele Unite și Canada sunt denumite „ERS”, „elipsoidale” sau doar „lekos” din LekoLite original creat de Joseph Levy și Edward Kook, fondatorii Century Lighting, în 1933. 
Fresnel
Un Fresnel este un tip de lumină "de spălare" și este numit ca atare datorită lentilelor Fresnel  reprezentând dispozitivul optic final din serie. 
În mod tradițional, iluminatul teatrului și al scenei a fost de tipul „generic”. Este vorba de lumini care sunt focalizate, gelificate și apoi doar lasate la o intensitate slaba pentru a da efectul pe care îl dorește proiectantul. În ultimii ani, apariția luminilor mobile (sau a luminilor automate) a avut un impact substanțial asupra iluminatului teatral și scenă. 

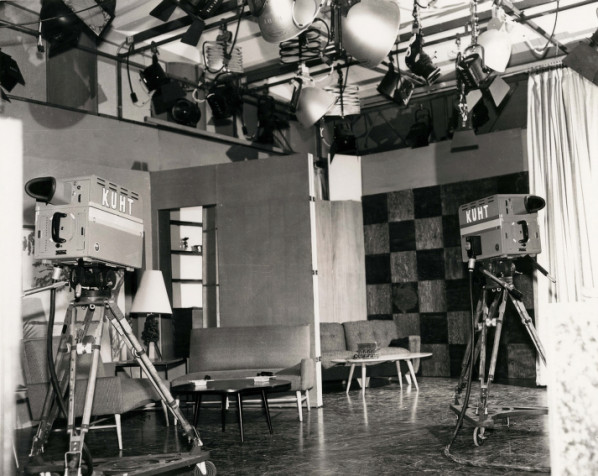
Iluminarea scenei

O lumină tipică în mișcare permite proiectantului să controleze poziția, culoarea, forma, dimensiunea și declanșarea periodică a fasciculului de lumină creat. Acest lucru poate fi utilizat pentru efecte interesante pentru divertisment sau pentru ringul de dans. Luminile mobile sunt și ele folosite adesea în loc să aibă un număr mare de lumini „generice”. Acest lucru se datorează faptului că o lumină în mișcare poate lucra mai multe generice. 
În Marea Britanie, nomenclatura este ușor diferită de America de Nord. Acest articol folosește în primul rând terminologia nord-americană. Deși există o anumită adoptare a fostelor convenții de denumire, a fost normal să clasificăm felinarele în funcție de tipul lor de lentile, astfel încât, ceea ce în SUA este cunoscut ca reflectoare, în Marea Britanie este cunoscut ca Profil sau Fresnel / PC (Pebble / Plano / Prism Convex ) strâns focalizat pe o anumită zonă a scenei (fie prin repoziționarea obiectivului, fie prin utilizarea baroanelor). Un reflector în Marea Britanie se referă adesea la un Followspot sau la orice felinar în general care a fost strâns focalizar într-o zonă mică. Următoarele definiții vin din punctul de vedere al Americii de Nord. Convențiile de denumire din Marea Britanie sunt utilizate de marea majoritate a lumii,dealtfel, majoritatea teatrelor din America de Nord vor folosi și ele termenii din Marea Britanie, cu excepția cazului în care vorbesc într-un sens mai general (ex: pune un reflector pentru a focaliza acea piesă sau „inunda această zonă”).     

În Australia și în multe alte locuri, lămpile din interiorul unui corp de teatru sunt denumite bule .  În engleza nord-americană, o bulă se referă la proeminența care apare atunci când corpul (sau altă substanță uleioasă) contactează lampa. Căldura va determina extinderea porțiuni lămpii care are ulei în ea, atunci când se creează bula și va cauza explozia lămpii. De aceea, niciodată nu trebuie să atingeți direct porțiunea de sticlă a unei lămpi. Curățarea cu alcool va elimina uleiul. 

### Controlul iluminării

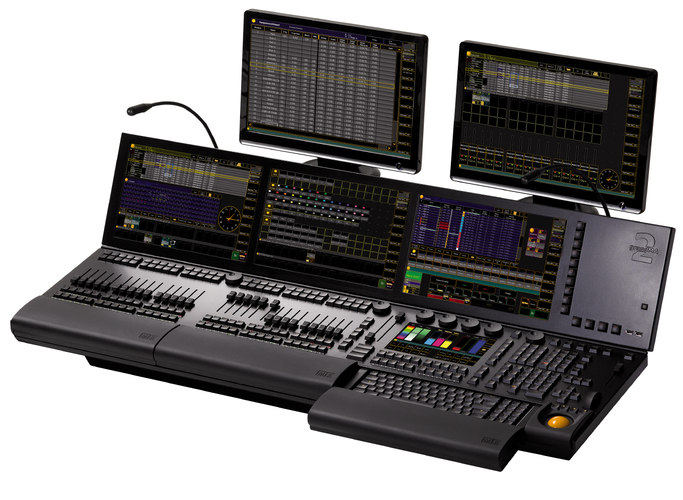
Consola MAMA grandma2 Full Size

Instrumentele de control al iluminării ar putea fi cel mai bine descrise ca fiind orice lucru care schimbă calitatea luminii. Din punct de vedere istoric, acest lucru a fost realizat prin utilizarea controlului intensității. Progresele tehnologice au făcut ca controlul intensității să fie relativ simplu - regulatoarele de intensitate cu stare solidă sunt controlate de unul sau mai mulți controlori de iluminare. Regulatoarele  
sunt de obicei console de iluminat concepute pentru un control sofisticat asupra unui număr foarte mare de regulatoare de intensitate sau corpuri de iluminat, dar pot fi dispozitive mai simple care redau secvențe stocate de situații de iluminare cu interfețe de utilizator minime. Consolele sunt, de asemenea, denumite birouri de iluminat sau tablouri de lumină. 
Pentru spectacole sau instalații mai mari, mai multe console sunt uneori utilizate împreună iar în unele cazuri regulatoarele de iluminare sunt combinate sau coordonate cu regulatoarele de sunet, peisaje automate, pirotehnică și alte efecte speciale pentru a asigura automatizarea totală a întregului spectacol, folosind o ramură specifică a tehnologiei MIDI numit MSC (MIDI show control).  
Controlerul de iluminare este conectat la regulatoarele de intensitate (sau direct la corpurile de iluminat automatizate) folosind un cablu de control sau o conexiune wireless (ex: DMX512 ) sau rețea, permițând regulatoarelor care sun voluminoase, calde și uneori zgomotoase, să fie poziționate  departe de scenă și public, permițând corpurilor de iluminat automate să fie plasate acolo unde este necesar. În plus față de DMX512, conexiunile de control mai noi includ RDM (gestionarea de la distanță a dispozitivelor), care adaugă funcții de gestionare și feedback de stare dispozitivelor care îl utilizează, menținând în același timp compatibilitatea cu DMX512; și Arhitectură pentru rețele de control (ACN), care este un protocol de rețea de control multiplu complet prezentat. Acestea permit posibilitatea unui feedback al poziției, stării sau condițiilor de eroare venite din partea unităților, permițând totodată un control mult mai detaliat al acestora. 

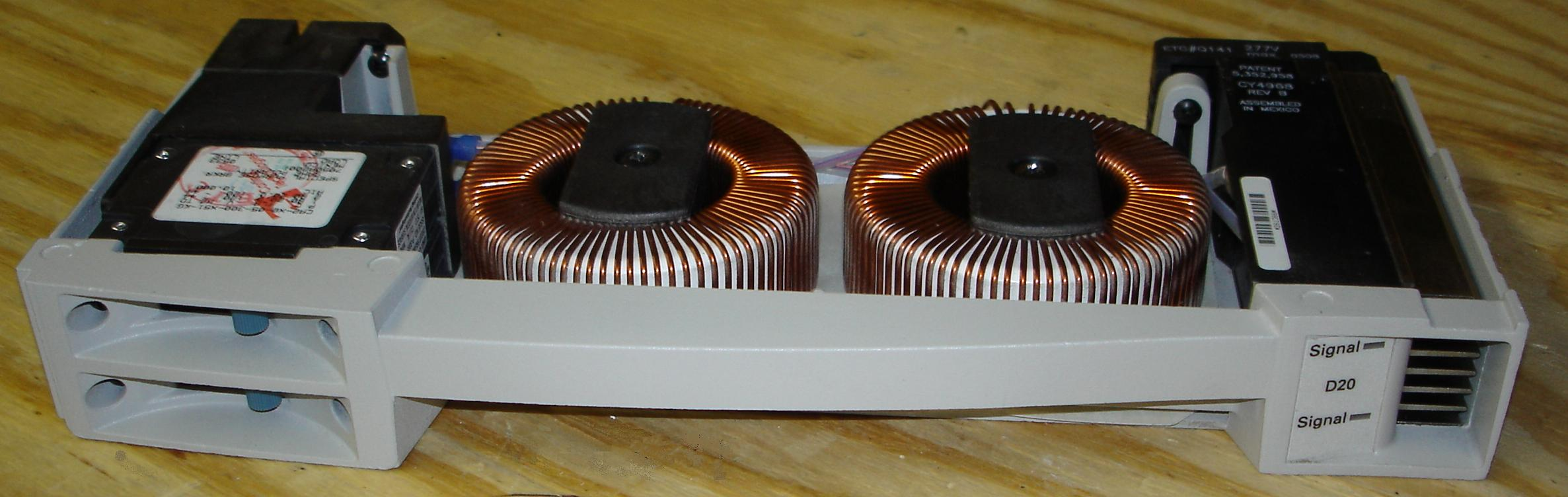
O pereche de regulatoare electronice de 2,4 kW pentru lămpile cu tungsten

Un dimmer este un dispozitiv utilizat pentru a modifica tensiunea medie aplicată lămpii unui instrument. Luminozitatea unei lămpi depinde de curentul electric, care la rândul său depinde de tensiunea aplicată a lămpii. Când tensiunea aplicată este scăzută, curentul electric al unei lămpi va scădea, reducând astfel puterea de lumină din lampă (întunecarea acesteia). În schimb, o tensiune mai mare va determina un curent al lămpii mai mare și creșterea (mai strălucitoare) a luminii. Dimmer-urile se găsesc frecvent în incinte mari, numite rafturi sau rafturi dimmer care atrag o putere trifazică semnificativă. Adesea sunt module detașabile care variază de la unități de 20 amperi, 2,4 kilowati până la 100 amperi. 
În cazul lămpilor incandescente, unele schimbări de culoare apar pe măsură ce o lampă este întunecată, ceea ce permite o cantitate limitată de control al culorii printr-un dimmer. Fades (tranziții de luminozitate) pot fi fie în sus, fie în jos, ceea ce înseamnă că puterea de lumină este în creștere sau în scădere în timpul tranziției. Cele mai multe variatoare moderne sunt în stare solidă, deși multe dimere mecanice sunt încă în funcțiune. 
În multe cazuri, un dimmer poate fi înlocuit cu un modul de putere constantă (CPM), care este de obicei un întreruptor cu 20 sau 50 amperi într-o carcasă a modulului de întunecare. CPM-urile sunt utilizate pentru a furniza tensiunea de linie a dispozitivelor electrice non-reglabile, cum ar fi mașinile de fum, trolii de lanț și motoarele scenice care necesită tensiune de funcționare constantă. Când un dispozitiv este alimentat de un CPM, acesta este complet alimentat de fiecare dată când este pornit CPM-ul, independent de nivelurile consolei de iluminare. CPM-urile trebuie utilizate (în loc de dimmers) pentru a alimenta dispozitivele non-reglabile care necesită tensiuni de linie specifice (de exemplu, în SUA, 120 V, 60   Putere Hz)  pentru a evita deteriorarea acestor dispozitive. Dimmers-urile sunt rareori folosite pentru a controla dispozitivele care nu întunecă, deoarece chiar dacă un canal de dimmer este sigur să funcționeze întotdeauna la putere maximă, acesta nu poate fi controlat atunci când comunicațiile sunt perturbate prin pornirea și oprirea suprafeței de control a iluminatului, interferența zgomotului sau DMX se deconectează sau se defectează. O astfel de pierdere a controlului ar putea determina un dimmer să diminueze un circuit și, astfel, ar putea deteriora dispozitivul non-reglabil. 
Dispozitivele, cum ar fi capetele mobile, necesită, de asemenea, o putere de alimentare independentă, întrucât nu pot funcționa pe un canal pentru alimentare parțial reglabil, pe deasupra necesitând mai multe alte canale pentru a transmite toate datele necesare. Pentru a simplifica controlul felinarelor cu cap mobil, în loc să li se atribuie lanternelor comenzi manuale, multe birouri de comandă pun la dispoziție o secțiune de accesorii, care permit operatorilor să organizeze informațiile primite de felinar într-un mod mult mai simplu. Corpurile pot include, de asemenea, mașini de fum, mașini de zăpadă, mașini de ceață etc., permițând rularea mai multor efecte speciale de la un singur birou. 
Sunt disponibile din ce în ce mai multe instrumente moderne de iluminat care permit controlul de la distanță a altor efecte decât intensitatea luminii, inclusiv direcția, culoarea, forma fasciculului, imaginea proiectată și unghiul fasciculului.Un obiectiv al industriei este abilitatea de a muta un instrument de iluminat, într-un mod cat mai rapid și discret. Unele lumini automate au funcția de reglare a luminozității încorporată și astfel sunt conectate direct la cablul de control sau la rețea și sunt independente de variatoare externe. 

## Vezi si
- Iluminare DJ
- Iluminare de cheie înaltă
- Iluminare de cheie joasă
- Lumini de copac
- Iluminat cu gaz

## Legături externe
- Stage Lighting for Students